# Paul Lawrie
Paul Stewart Lawrie (Aberdeen, 1 januari 1969) is een Schotse golfprofessional.
Op 1 april 1986 werd hij professional, na het verlaten van zijn school. Hij had handicap +5. Er was geen carrière als amateur. Hij ambieerde ook niet om playing-pro te worden, maar werd assistent-pro op zijn club. Hij won het eerste prof-toernooi dat hij speelde, de Moray Seafoods Open op Buckpool. Toen hij in 1990 ook het Scottish Assistants Championship op de Cruden Bay GC won, veranderden zijn ambities.

## Tourspeler
Zijn eerste toernooi op de Tour was de Johnnie Walker Asian Classic van 1992, dat gewonnen werd door Ian Palmer.
In 1993 werd hij 6de op het Britse Open en kwam hij in de schijnwerpers te staan. Toch duurde het tot 1996 voordat hij zijn eerste Tour-overwinning behaalde, het Catalaans Open.
In 1999 kwam de glorie. Eerst won hij de Qatar Masters en daarna kwam het Britse Open op Carnoustie, waar hij door een laatste ronde van 67 in een 4-holes play-off kwam met Jean van de Velde en Justin Leonard, die het kampioenschap twee jaar eerder won. Lawrie won de play-off met een birdie op de vierde hole. 
Onlangs is de 14de hole op Carnoustie naar hem genoemd. Op Buckingham Palace werd hij onderscheiden met een benoeming tot Lid in de Orde van het Britse Rijk.
In 1999 werd hij de eerste speler die het Brits Open won nadat hij zich via voorrondes had gekwalificeerd. Hij speelde in het Ryder Cup team in Brookline, Massachusetts, waar hij de eerste afslag mocht slaan en waar hij 3,5 van de 5 punten haalde, hetgeen het record van Paul Way en Sergio García evenaarde. Desondanks won de USA. Aan het einde van het seizoen stond hij op de 9de plaats van de Europese Order of Merit.
Aan het winnen van het Britse Open hangt een spelerskaart voor vijf jaren op de US PGA Tour. In 2003 haalde hij voor het eerst de cut op de Masters en eindigde hij op de 15de plaats. In die jaren had hij echter niets op de Amerikaanse Tour gewonnen om zijn kaart te verlengen, dus in 2004 verviel die en speelde hij weer op de Europese Tour. In 2008 won hij daar het Spaans Open in Sevilla.
Na de vette jaren kwamen een paar magere jaren. Na het winnen van het Wales Open in 2002 deed hij het wat rustiger aan. Hij bracht meer tijd door met zijn gezin, totdat de jongens zelf ook gingen golf spelen. In 2008 won hij het Spaans Open  en in 2011 stond hij weer in de top-20 van de Race To Dubai.
Het Wereldkampioenschap Matchplay in 2012 werd zijn 500ste toernooi op de Europese Tour. Hij is de 22ste Tourspeler die 500 toernooien heeft gespeeld, hoewel hij pas 43 jaar is. Hij is de vierde Schot die tot de Club van 500 toetrad na Gordon Brand Jr., Colin Montgomerie en  Sam Torrance, die met 700 de lijst aanvoert.

## Paul Lawrie Foundation
Lawrie richtte in maart 2001 een stichting op die zich inzet voor junior golfers. De jeugd heeft een eigen rangorde en speelt in september om de Paul Lawrie Jug. De stichting werd in 2012 sponsor van het Scottish Boys Championship.  

### Paul Lawrie Golf Centre
Lawrie richtte ook de Paul Lawrie Golf Centre op. Er is een 9-holes golfbaan bij. Er wordt door verschillende PGA-professionals lesgegeven.

### Boy's Matchplay
In 2014 organiseerde Paul Lawrie de Boy's Matchplay, een toernooi voor 64 jongens die eind van dat jaar nog geen 18 jaar waren en maximaal handicap 12 hadden. Alle deelnemers kwamen uit NO-Schotland, iedere club mocht twee spelers afvaardigen. Marc Watt uit Inverallochy won de finale met 2&1 van Paul's jongste zoon Michael Lawrie (1998) uit Deeside. 

### Paul Lawrie Matchplay
In 2015 richtte hij de Paul Lawrie Matchplay op, waaraan de beste 64 spelers van de Europese Tour mogen meedoen. Het toernooi telt mee voor de Race To Dubai.

## Erkenning
In 2012 speelde Lawrie voor de 500ste keer een toernooi op de Europese Tour. Keith Waters overhandigde hem hiervoor een gegraveerde zilveren ijsemmer.

In 2013 kreeg Lawrie twee onderscheidingen. Op haar verjaardag heeft de Britse koningin in juni hem officier van de Orde van het Britse Rijk gemaakt. Hij werd hiermee geëerd voor zijn inzet en succes in de golfsport en voor het werk en succes van de Paul Lawrie Foundation. 

Enkele weken later kreeg hij de minder bekende Winning Scotland Foundtion Award 2012. Deze prijs bestaat pas sinds 2010 en werd eerder uitgereikt aan Bill Walker (2011) en Willie Allam (2010)

## Gewonnen

### Nationaal
- 1990: Scottish Assistants Championship
- 1992: UAP Under 25s Championship, Scottish Brewers Championship
- 2002: Aberdeen Asset Management Scottish Match Play Championship

### Europese Tour
- 1996: Open Catalonia
- 1999: Qatar Masters, Brits Open
- 2001: Alfred Dunhill Links Championship
- 2002: The Celtic Manor Resort Wales Open
- 2011: Open de Andalucia
- 2012: Commercialbank Qatar Masters, Johnnie Walker Championship at Gleneagles